# Dyrektywa usługowa
Dyrektywa usługowa (dyrektywa Bolkesteina, dyrektywa 2006/123/WE Parlamentu Europejskiego i Rady z dnia 12 grudnia 2006 r. dotycząca usług na rynku wewnętrznym (Dz. Urz. UE L 376 z 27.12.2006)) – przyjęta 12 grudnia 2006 roku dyrektywa umożliwiająca częściową liberalizację przepływu usług w Unii Europejskiej.

## Sytuacja przed 2004
Chociaż 1 stycznia 1993 na obszarze Wspólnoty Europejskiej wprowadzony został rynek wewnętrzny zakładający swobodę przepływu towarów, osób, kapitału i usług to rynek usług pozostawał sferą silnie regulowaną. Jako przyczynę tego zjawiska wskazuje się m.in. trudność oddzielenia samych usług od pozostałych swobód. Innym czynnikiem, który decydował o zaniechaniu intensywnych działań na rzecz liberalizacji były obawy części państw Wspólnoty związane z koniecznością rezygnacji z protekcjonistycznego modelu rynku usług.

## Inicjatywa Bolkesteina
W styczniu 2004 roku z inicjatywą dopełnienia rynku wewnętrznego wystąpił komisarz UE ds. rynku wewnętrznego Frits Bolkestein. W imieniu Komisji zaproponował on przyjęcie Dyrektywy dotyczącej usług na rynku wewnętrznym zakładającej całkowitą likwidację barier w przepływie usług. Jako główną zaletę takiego rozwiązania wskazano wzrost konkurencyjności na rynku wewnętrznym. Zaprezentowano w tej sprawie specjalny raport przygotowany przez Copenhagen Economics, który przewidywał konkretne korzyści – wzrost miejsc pracy o 600 tysięcy i wzrost konsumpcji o 37 mld euro.
Inicjatywa Bolkesteina napotkała na ostry sprzeciw licznych polityków francuskich, niemieckich i belgijskich. W czasie jednej z konferencji prasowych lider MPF Philippe de Villiers użył pojęcia plombier polonais, który według jego wizji miałby być zagrożeniem dla francuskich fachowców. Ze szczególną krytyką spotkała się zasada kraju pochodzenia oraz swoboda rejestracji. Sprzeciw wobec dyrektywy wyraziła też część polskich organizacji, w tym NSZZ „Solidarność”, OPZZ, czy ATTAC, które przestrzegały przed tzw. dumpingiem socjalnym. Z kolei stanowisko życzliwe wobec inicjatywy zajęły rządy Czech, Hiszpanii, Holandii, Polski, Węgier i Wielkiej Brytanii.

## Przyjęcie zmodyfikowanej wersji dyrektywy
Ostatecznie doszło do zawarcia kompromisu pomiędzy frakcją chadecką a socjalistami i 16 lutego 2006 Parlament Europejski przyjął dyrektywę, ale w mocno zmienionej wersji. Zasadę kraju pochodzenia zastąpiła zasada swobody świadczenia usług, a spod regulacji dyrektywy wyjęto takie obszary jak usługi zdrowotne, socjalne, finansowe, transportowe, portowe, audiowizualne, interesu ogólnego, usługi świadczone przez agencje pracy tymczasowej, gry hazardowe oraz związane z działalnością agencji ochrony. Postanowiono też przedsięwziąć pracę legislacyjną nad kwestią usług użyteczności publicznej w przyszłości. Parlament Europejski uznał też, że przepisy dyrektywy nie mogą być sprzeczne z prawem pracy oraz prawami socjalnymi. Ostateczną wersję projektu dyrektywy przyjęto 12 grudnia 2006 roku.
Dyrektywa objęła swoim zakresem usługi generujące ponad 40% unijnego PKB.